# Maltraitance des adultes
La maltraitance des adultes désigne des mauvais traitements infligés à des personnes majeures que l’on traite avec brutalité, rigueur ou sévérité. Ces victimes sont souvent dépendantes et sans défense, mais pas toujours. À l’extrême, par exemple, dans les cas de sadomasochisme, elles sont consentantes, voire demandeuses de tels traitements. La maltraitance a fréquemment des conséquences durables sur la santé physiologique et psychique des victimes.
Ce délit risque 5 ans d'emprisonnement et de 75.000 euros d'amende.

## Les formes de la maltraitance sur les adultes
À tout âge, une personne peut être victime de maltraitances. Les mauvais traitements accompagnent souvent les relations de pouvoir ou de domination. Certaines situations de vulnérabilité suscitent aussi la maltraitance, comme le fait d'être handicapé ou d'être dépendant d'autres personnes. Il arrive encore fréquemment que le fait d'être nouveau dans une collectivité incite ceux qui s'estiment "anciens" à faire subir des rites d'entrée ou d'initiation aux arrivants. Dans beaucoup de cas, la maltraitance se reproduit dans le sens où ceux qui ont souffert de mauvais traitements sont d'autant plus portés à faire subir la pareille à d'autres qu'ils en auront eu eux-mêmes une plus dure expérience.

### Le bizutage
La maltraitance prend souvent dans les cas de bizutage la forme de rite d'initiation. Les souffrances physiques et psychiques réelles peuvent être alors fréquemment dépassées et vécues comme un dépassement de soi qui vous rend "meilleur".

### La souffrance desadulteshandicapésmaltraités
Cela peut se manifester par le refus d'amener une personne aux toilettes parce qu'"elle vient d'y aller" ou qu'"elle peut attendre". Chaque situation doit, bien sûr, être remise dans son contexte institutionnel (manque de personnel ce jour-là, personne qui "cherche à ce qu'on s'occupe d'elle"). Par conséquent, il faudra analyser la demande et répondre au mieux aux demandes et attentes de la personne en situation de dépendance.
Souvent, la personne handicapée a peur d'en parler de peur de représailles. Toute personne témoin d'une situation de maltraitance ou qui suspecte des pratiques douteuses doit le signaler. Il arrive que ce soit le psychologue de l'institution qui rassemble les éléments et qui en fait part à la direction. L'animation de séances d'analyses des pratiques permet de prendre du recul par rapport à sa prise en charge quotidienne et de prévenir un glissement progressif vers la maltraitance.

### La maltraitance des personnes âgées
Elle se caractérise par tout acte commis par une personne portant atteinte à la vie, à l'intégrité corporelle ou psychique ou à la liberté d'une autre personne et compromettant gravement le développement de sa personnalité ou nuisant à sa sécurité.
Depuis 2001, l'Association Française de Protection et d'Assistance aux Personnes Âgées (AFPAP) intervient en France au profit des personnes âgées, des familles et des professionnels, dans le cadre de la lutte contre la maltraitance.

### La maltraitance des conjointes et des conjoints
Ici on parle plus de violence conjugale. C'est le fait qu'un des deux adultes abuse de la vulnérabilité de l'autre. Que ce soit financier, psychologique ou physique. Le plus souvent c'est de ne pas reconnaitre que l'autre personne est un humain à part entière et qu'il a le droit de penser différemment. Les insultes et la minimisation des sentiments sont la plus grande cause de conflit qui généralement conduit aux coups et blessures.
Ce n'est pas l'apanage des hommes seulement. Les femmes, elles aussi peuvent faire preuve de violence.

### La maltraitance des patients
La Cour des Comptes relève en décembre 2019 l'absence de suivi disciplinaire par les conseils départementaux au sujet d'affaires ayant abouti sur le plan pénal. Entre 2014 et 2017, 150 plaintes pour des faits à caractère sexuel sont enregistrées dans les chambres disciplinaires de première instance. Des étudiants en santé, réunis au sein d'associations et de collectifs, publient sur France Info en décembre 2021, une tribune afin d'apporter leur soutien aux victimes et demander une meilleure formation contre ces abus et dérives en particulier en gynécologie. Ils adressent, une lettre ouverte au ministre de la Santé Olivier Véran, à la ministre de l'Enseignement supérieur Frédérique Vidal, au directeur de l'AP-HP Martin Hirsch et aux membres de la Conférence des doyens des facultés de médecine, pour dénoncer "un système qui protège les médecins agresseurs" et qui "érige la violence en norme". Précédemment, un chef de service et responsable pédagogique de l'hôpital Tenon à Paris est suspendu temporairement de ces responsabilités à la suite d'une enquête judiciaire portant sur des viols présumés,. Le Conseil national de l'Ordre des médecins est alerté en 2021 sur des soupçons portant sur trois gynécologues français (deux sont décédés). Plusieurs tests ADN, réalisés par des personnes nées de dons, interrogent sur les pratiques de ces spécialistes. Il s'agirait de sperme appartenant à ces gynécologues. Subséquemment à ces révélations, elles ressentent  "une vraie violence" ou bien "un moment très éprouvant", "une trahison" s'agissant des parents.
Les faits de maltraitance de patients et patientes, qu'ils et elles soient majeurs ou mineurs, sont considérés comme une des formes de violence médicale et vont à l'encontre des devoirs envers les patients inscrits dans le Code de déontologie médicale.

## Vidéographie
- Les Inconnus à l'hôpital (1992)[7].